# Epeus furcatus
Epeus furcatus es una especie de arañas araneomorfas de la familia Salticidae.

## Distribución geográfica
Es endémica de Singapur.